# 메이리다오 사건
메이리다오 사건(중국어 정체자: 美麗島事件, 병음: Měilìdǎo shìjiàn, 미려도사건)은 세계 인권 선언일인 1979년 12월 10일, 대만 가오슝시에서 잡지 "메이리다오(美麗島)"에서 주최하는 시위가 경찰관과 충돌하고, 주최자가 투옥된 사건이다. 중화민국의 민주화에 큰 영향을 주고, 오늘날의 의회제 민주주의로 이어졌다. 또 중화민국 총통을 재임한 천수이볜도, 체포자의 변호인단에 참가하였다. 가오슝 사건(중국어 정체자: 高雄事件, 병음: Gāoxióng shìjiàn)이라고도 불리며, 사건 발생 당시, 중화민국 정부에서는 가오슝 폭력사건 반란안(중국어 정체자: 高雄暴力事件叛亂案, 병음: Gāoxióng bàolìshìjiàn pànluànàn)으로 불렀다.
잡지명인 "메이리다오(美麗島)"는 포르투갈어의 포모사(Formosa)에서 유래한 대만의 별칭이다.

## 체포 인사 목록

### 반란죄
| 피고                | 변호사                                     | 판결결과      |
| ------------------- | ------------------------------------------ | ------------- |
| 황신제(zh:黃信介)   | 정칭롱, 천수이볜                           | 유기징역 14년 |
| 스밍더(zh:施明德)   | 정셩주(zh:鄭勝助)                          | 무기징역      |
| 린이슝(zh:林義雄)   | 장펑지안, 정정슝(zh:江鵬堅、zh:張政雄)     | 유기징역 12년 |
| 뤼슈롄              | 루촨셩, 정관리(zh:呂傳勝、zh:鄭冠禮)       | 유기징역 12년 |
| 장준홍(zh:張俊宏)   | 궈지런, 요우칭(zh:郭吉仁、zh:尤清)         | 유기징역 12년 |
| 천주                | 가오루이정, 장훠위안(zh:高瑞錚、zh:張火源) | 유기징역 12년 |
| 야오자원(zh:姚嘉文) | 세창팅, 수전창(zh:謝長廷、zh:蘇貞昌)       | 유기징역 12년 |
| 린홍쉬안(zh:林弘宣  | 장준슝, 리셩슝(zh:張俊雄、zh:李勝雄)       | 유기징역 12년 |

### 기타죄
- 총 37명
  - 計有王拓、江金櫻、余阿興、吳文、吳文賢、李明憲、周平德、林文珍、林樹枝、邱垂貞、邱奕彬、邱茂男、施瑞雲、紀萬生、范政祐、范巽綠、高俊明、張富忠、張溫鷹、許天賢、許睛富、陳忠信、陳博文、黃昭輝、楊青矗、趙振貳、蔡有全、蔡垂和、戴振耀、魏廷朝、蘇秋鎮等等。

## 같이 보기
- 타이완 성 계엄령
- 2·28 사건
- 중리 사건
- 동원감란시기임시조관
- 메이리다오 역 - 가오슝 첩운의 역으로, 역명이 본 사건에서 유래되어 명명되었다.
- 백색테러 징메이기념공원 - 메이리다오 사건에 대한 재판이 열린 장소의 현재 명칭